# Rauiella leskeaefolia
Rauiella leskeaefolia là một loài Rêu trong họ Thuidiaceae. Loài này được (Renauld & Cardot) Wijk & Margad. miêu tả khoa học đầu tiên năm 1962.